# Stazione di San Martino Valle Caudina-Montesarchio-Pannarano
La stazione di San Martino Valle Caudina-Montesarchio-Pannarano è una stazione ferroviaria sulla ferrovia Benevento-Cancello a servizio dei comuni di San Martino Valle Caudina, Montesarchio e Pannarano. La stazione è ubicata nel comune di San Martino Valle Caudina.
La sua localizzazione pose fine alla disputa fra i due comuni che volevano entrambi che la stazione passasse per il proprio centro e venne risolta salomonicamente edificandola a metà strada tra i due centri abitati.

## Strutture e impianti
La stazione, presenziata, è dotata di due binari passanti per il servizio viaggiatori utilizzati anche per gli incroci, di cui il secondo in corretto tracciato, ed è presente un binario tronco per l'ex scalo merci ora utilizzato come deposito. La stazione dispone di un fabbricato viaggiatori a due piani che ospita la sala d'attesa.
I treni accedono alla stazione in corretto tracciato sul secondo binario, mentre sono instradati in deviata sul primo.

## Movimento
Nella stazione fermano tutti i treni per Benevento e Napoli e il traffico passeggeri è buono.
La linea è sospesa ed autosostituita dal 2021 per lavori di ammodernamento della linea.

## Servizi
La stazione dispone di:
- Biglietteria
- Sala d'attesa
- Parcheggio di scambio

## Interscambi
- Autobus extraurbani[1]